# Ukrajinśkyj inwalid
Ukrajinśkyj inwalid (ukr. Український інвалід) – emigracyjne pismo ukraińskie wydawane w Polsce w drugiej połowie lat 20. XX wieku.

## Historia
Pismo zaczęło ukazywać się w 1926 roku w Kaliszu, gdzie od 1924 roku istniała Stanica Ukraińska. Wychodziło nieregularnie. Było organem prasowym Ukraińskiego Związku Inwalidów Wojennych. Funkcję redaktora naczelnego pełnił gen. Mychajło Sadowski. Artykuły dotyczyły zagadnień wojskowo-historycznych, a szczególnie problemów inwalidów wojennych pochodzących z Armii Czynnej Ukraińskiej Republiki Ludowej. Ostatni numer pisma wyszedł w 1931 roku.